# Amin Ghaseminejad
Amin Ghaseminejad là một tiền đạo bóng đá người Iran hiện tại thi đấu cho câu lạc bộ Iran Padideh ở Persian Gulf Pro League.